# Private Hanseuniversität
Private Hanseuniversität, PHU (pol. Prywatny Uniwersytet Hanseatycki) – prywatny uniwersytet w Niemczech działajaćy w Rostocku-Warnemünde w latach 2007–2009. Była to druga po Uniwersytecie w Witten/Herdecke prywatna instytucja o randze uniwersytetu, uznana za uniwersytet i mogąca nosić nazwę "Uniwersytet". 31 marca 2009 uczelnia została zamknięta z powodów braku studentów. 

## Historia
W 2002 roku dwóch doradców do spraw zarządzania przedsiębiorstwami ze Szlezwiku-Holszytnu, postanowiło wziąć udział w rozpisanym przez Rząd Landowy Meklemburgii-Pomorza Przedniego konkursie na najlepszy plan biznesowy. Peter L. Pedersen oraz Knut Einfeldt przedstawili projekt utworzenia nowego uniwersytetu, pozostającego całkowicie w rękach prywatnych przedsiębiorstw, dzięki któremu zajęli pierwsze i trzecie miejsce. 
W 2003 roku zapadła decyzja o realizacji projektu na terenie kraju związkowego Meklemburgii-Pomorza Przedniego. Na główną siedzibę nowo powstającego uniwersytetu postanowiono w 2004 roku obrać hanzeatyckie miasto Rostock. Jeszcze tego samego roku we wrześniu w rostockim ratuszu uroczyście założono spółkę oraz za wyraźną zgodą Ministerstwa Edukacji, Nauki i Kultury ze Schwerina zamieszczono w rostockim rejestrze handlowym nazwę Private Hanseuniversität GmbH&Co KGaA.

Wiosną 2007, 97,8% udziałów Uniwersytetu Hanzeatyckiego przejęła hamburska firma udziałowa o nazwie Educationtrend AG, zwiększając jednocześnie kapitał zakładowy. Firma Educationtrend należy w 90% do ATON GmbH z Fuldy, utworzonej przez Lutza Helmiga, byłego głównego udziałowca Klinik HELIOS. 
Postępowanie akredytacyjne, odbywające się w ścisłej współpracy Ministerstwa Edukacji ze Szwerinu z Radą do Spraw Nauki, oraz przy wsparciu Wicepremiera Meklemburgii-Pomorza Przedniego Jürgena Seidla, zostało zakończone 24 lipca 2007 wydaniem decyzji o przyznaniu akredytacji. 
Prezydentem zakładającym był Wolf Schäfer, były Wiceprezydent Uniwersytetu Bundeswehry im. Helmuta Schmidta w Hamburgu. Nauczanie rozpoczęto 22 października 2007 uruchomieniem pierwszego fakultetu nauk ekonomicznych i społecznych.

## Fakultety
Uniwersytet posiadał dwa fakultety:

### Nauki Ekonomiczne
- Bachelor of Arts - Business Administration
- Bachelor of Science - Business Information Technology
- Master of Arts - Global Management

Kierunki licencjackie (Bachelor) trwały z reguły sześć semestrów, dając tym samym 180 punktów w systemie ECTS. Kierunek Master trwał cztery semestry, co dawało 120 punktów ECTS. Obowiązywały języki niemiecki i angielski. W ramach wszystkich kierunków przewidziany był semestr zagraniczny. Kierunki były zorganizowane na zasadzie studiów Trainee, gdzie studenci mieli możliwość nauki w szkole zarządzania i jednoczesnego udziału w programach Trainee prywatnych przedsiębiorstw. W ten sposób przedsiębiorstwa miały szansę wyboru najlepszych swoich przyszłych pracowników zaraz po maturze, opłacając im studia i zawierając z nimi kilkuletnie wiążące umowy o pracę po ukończeniu studiów jako kadra zarządzająca w tym samym przedsiębiorstwie.

### Prawo
Przygotowanie do pierwszego egzaminu prawnego (pierwszy egzamin państwowy) włącznie z kierunkiem Bachelor (LL.B. = łac. Legum Baccalaureus lub ang. Bachelor of Laws). 
Począwszy od zimowego semestru 2008, PHU był drugim prywatnym uniwersytetem w Niemczech, który oferował studia prawnicze. Obok klasycznego przygotowania do pierwszego egzaminu prawnego, studenci mogą odbyć w pełni zintegrowane studia licencjackie. Istotą tego kierunku studiów będzie praktyczne przygotowanie adwokackie, a także zarządzanie procesami oraz międzynarodowe zarządzanie koncernami. Częste praktyki podkreślają konsekwentne nakierunkowanie studiów na główne pola działania prawników.

## Koszt studiów
- Wszystkie kierunki Bachelor: 45.000 € za cały 36 miesięczny program.
- Wszystkie kierunki Master: 30.000 € za cały 24 miesięczny program.

Koszt studiów może być w pełni opłacany przez przedsiębiorstwa w ramach programu Trainee, lub alternatywnie w całości pokrywany przez samych studentów. Istnieje również możliwość ubiegania się o corocznie przyznawane stypendia (stypendia przyznaje PHU w kooperacji z przedsiębiorstwami). 

## Sposób selekcji studentów
Warunkiem przyjęcia na studia jest posiadanie świadectwa ukończenia szkoły średniej (matura lub inne porównywalne międzynarodowe świadectwa; lub odnośne świadectwo ukończenia szkoły średniej profilowanej; lub z powodzeniem zdany egzamin dopuszczający uznawany przez prawo Meklemburgii-Pomorza Przedniego dla osób bez świadectwa ukończenia szkoły średniej). Średnia ocen lub ocena końcowa nie jest brana pod uwagę. Warunkiem przyjęcia jest wzięcie udziału w selekcji studentów przeprowadzanej przez PHU. 
Dwa etapy selekcji studentów: 
1. Etap 1: Selekcja studentów może być przeprowadzana decentralnie w jednej z kooperujących placówek na terenie kraju lub zagranicą (np. Applicationcenters) jako kilkugodzinny test w trybie online. Na tym etapie testowany jest kognitywny potencjał ubiegających się o studia.
2. Po uprzednim zaliczeniu etapu pierwszego etap drugi przeprowadzany jest na zaproszenie PHU w Rostocku-Warnemżnde. W trakcie całodniowego Assessment-Center obserwowane i oceniane są przede wszystkim kompetencje socjalne. Obserwacji i oceny dokonuje zespół obserwatorów na podstawie zadań sytuacyjnych oraz prezentacji. Następnie przeprowadzany jest test na zdolności kierownicze, który jest późniejszą podstawą polecenia kandydata na studenta zainteresowanym przedsiębiorstwom.

Dalszym warunkiem studiowania na uniwersytecie jest znajomość języków niemieckiego i angielskiego. Aby potwierdzić wystarczającą znajomość języka niemieckiego studenci, których językiem ojczystym nie jest niemiecki muszą przedłożyć zaświadczenie o z powodzeniem zdanym egzaminie DSH (niemiecki egzamin językowy uprawniający zagranicznych studentów do studiowania na niemieckich szkołach wyższych) lub innym porównywalnym egzaminie. Aby potwierdzić wystarczającą znajomość języka angielskiego studenci, których językiem ojczystym nie jest angielski muszą poświadczyć, że osiągnęli poziom B 2 (kierunek Bachelor) lub C 1 (kierunek Master) Europejskiego systemu opisu kształcenia językowego (Common European Framework of Reference for Languages CEFR) lub dostarczyć porównywalny dowód posiadania wystarczających umiejętności językowych. 

## Badania naukowe oraz promocja
Dzięki przyznaniu Prywatnemu Uniwersytetowi Hanseatyckiemu akredytacji, przekazano również prawo przyjmowania doktorantów. Obok własnych badań naukowych, PHU współpracuje również ściśle z postępowymi przedsiębiorstwami zajmującymi się badaniami naukowymi. Tworząc prywatne instytuty naukowe przy PHU przedsiębiorstwa te mają możliwość wykorzystania zalet wynikających ze ścisłej współpracy Nauki i Gospodarki. 

## Sport akademicki
Na wiosnę 2006 roku PHU postanowił o powołaniu do życia uniwersyteckiego Hansatic Yachting Club, którym zarządza dwukrotny mistrz żeglarski Jürgen Knuth.